# А ось і Поллі
«А ось і Поллі» (англ. Along Came Polly) — романтична кінокомедія 2004 року з Беном Стіллером і Дженніфер Еністон у головних ролях.

## Сюжет
Рубен бачить свою дружину Лізу в обіймах коханця під час медового місяця. Він повертається в Нью-Йорк сам. Невдовзі чоловік зустрічає свою колишню однокласницю Поллі. Вони починають зустрічатися та займатися «надто ризикованими» для Рубена справами: їсти гострі страви, танцювати.
Повертається Ліза, яка намагається поновити стосунки з Рубеном. Чоловік розривається між ексцентричною Поллі та такою знайомою дружиною. Інформацію про обох жінок герой заносить у комп'ютер. Програма видає, що Поллі — кращий та менш ризикований варіант. Поллі ображається, коли бачить комп'ютерне обчислення своєї безпечності. Спроба поговорити з жінкою була марною.
Рубен розуміє, що він хоче бути тільки з Поллі. Щоб довести це він їсть їжу з землі. Удвох вони вирушають на відпочинок, де був медовий місяць Рубена та Лізи. Вони зустрічають того коханця і чоловік дякує йому.

## У ролях
| Актор                | Роль                  |
| -------------------- | --------------------- |
| Бен Стіллер          | Рубен Феффер          |
| Дженніфер Еністон    | Поллі Прінс           |
| Дебра Мессінг        | Ліза Крамер           |
| Філіп Сеймур Гоффман | Сенді                 |
| Генк Азарія          | Клод                  |
| Алек Болдвін         | Стен Індарскі         |
| Міссі Пайл           | Роксанна              |
| Браян Браун          | Леланд Ван Лью        |
| Мішель Лі            | Вівіан Феффер         |
| Боб Діши             | Ірвінг Феффер         |
| Масі Ока             | Вонсук                |
| Джуда Фрідлендер     | Дастін                |
| Кім Вітлі            | Гледіс                |
| Кевін Гарт           | Вік                   |
| Керолайн Аарон       | весільний координатор |

## Створення фільму

### Виробництво
Знімання фільму відбувалося в Нью-Йорку, Лос-Анджелесі, на Гаваях, США.

### Знімальна група
- Кінорежисер — Джон Гамбург
- Сценарист — Джон Гамбург
- Кінопродюсери — Денні ДеВіто, Майкл Шемберг, Стейсі Шер
- Композитор — Теодор Шапіро
- Кінооператор — Шеймус Мак-Гарві
- Кіномонтаж — Вільям Керр, Нік Мур
- Художник-постановник — Ендрі Лоус
- Артдиректор — Мартін Віст
- Художник-декоратор — Дон Діерс
- Художник з костюмів — Сінді Еванс
- Підбір акторів — Кетлін Шопен[2].

## Сприйняття

### Критика
Фільм отримав переважно негативні відгуки. На сайті Rotten Tomatoes оцінка стрічки становить 25 % на основі 159 відгуків від критиків (середня оцінка 4,8/10) і 47 % від глядачів із середньою оцінкою 3,1/5 (463 277 голосів). Фільму зарахований «гнилий помідор» від кінокритиків та «розсипаний попкорн» від глядачів, Internet Movie Database — 5,9/10 (114 801 голос), Metacritic — 44/100 (35 відгуків критиків) і 5,0/10 (71 відгук від глядачів).

### Номінації та нагороди
| Нагороди та номінації фільму «А ось і Поллі» | Нагороди та номінації фільму «А ось і Поллі» | Нагороди та номінації фільму «А ось і Поллі» | Нагороди та номінації фільму «А ось і Поллі» | Нагороди та номінації фільму «А ось і Поллі» | Нагороди та номінації фільму «А ось і Поллі» |
| Рік                                          | Кінофестиваль/кінопремія                     | Категорія/нагорода                           | Номінант                                     | Результат                                    |                                              |
| -------------------------------------------- | -------------------------------------------- | -------------------------------------------- | -------------------------------------------- | -------------------------------------------- | -------------------------------------------- |
| 2004                                         | Американська спілка спеціалістів з кастингу  | Найкращий підбір акторів для кінокомедії     | Кетлін Шопен                                 | Номінація                                    |                                              |
| 2004                                         | «Золотий трейлер»                            | Найкраща комедія                             | Aspect Ratio                                 | Номінація                                    |                                              |
| 2004                                         | MTV Movie & TV Awards                        | Найкращий танець                             | Бен Стіллер, Дженніфер Еністон               | Номінація                                    |                                              |
| 2004                                         | Teen Choice Awards                           | Choice Movie: Фільм про побачення            | «А ось і Поллі»                              | Номінація                                    |                                              |
| 2004                                         | Teen Choice Awards                           | Choice Movie: Рум'янець                      | Бен Стіллер                                  | Номінація                                    |                                              |
| 2004                                         | Teen Choice Awards                           | Choice Movie: Найкраща сцена гніву           | Бен Стіллер                                  | Номінація                                    |                                              |
| 2005                                         | «Таурус»                                     | Найкращі спеціальні трюки                    | Тім Рігбі                                    | Номінація                                    |                                              |
| 2005                                         | «Золота малина»                              | Найгірший актор                              | Бен Стіллер                                  | Номінація                                    |                                              |